# Мусінов Руслан Володимирович
Мусінов Руслан Володимирович (каз. Мусинов Руслан Владимирович; 6 жовтня 1976, Кокшетау) — казахський боксер, призер Азійських ігор.

## Аматорська кар'єра
На чемпіонаті світу 1997 переміг Тиграна Узляна (Греція) і Артьома Симоняна (Віменія), а у чвертьфіналі програв Сін Ин Чхоль (Південна Корея).
На Азійських іграх 1998 програв Сін Ин Чхоль (Південна Корея) в першому бою.
На чемпіонаті світу 1999 програв в першому бою Норману Шустеру (Німеччина).
На командному Кубку світу 2002 став срібним призером у складі збірної Казахстану, здобувши у всіх чотирьох боях перемоги над Емілем Магеррамовим (Азербайджан), Цезарем Ріваном (Камерун), В'ячеславом Власовим (Росія) та Маріо Кінделаном (Куба).
На Азійських іграх 2002 здобув дві перемоги, а у півфіналі програв Пек Джон Соп (Південна Корея).
На чемпіонаті світу 2003 програв в першому бою Пічай Сайотха (Таїланд).